# Lucilia thatuna
Lucilia thatuna este o specie de muște din genul Lucilia, familia Calliphoridae, descrisă de Shannon în anul 1926. Conform Catalogue of Life specia Lucilia thatuna nu are subspecii cunoscute.